# Brudziec kropkowaty

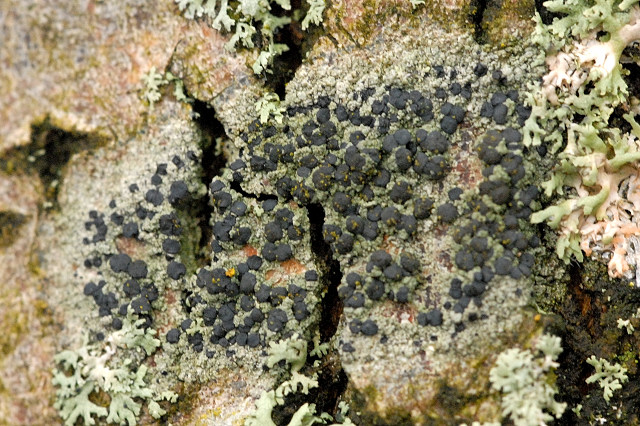

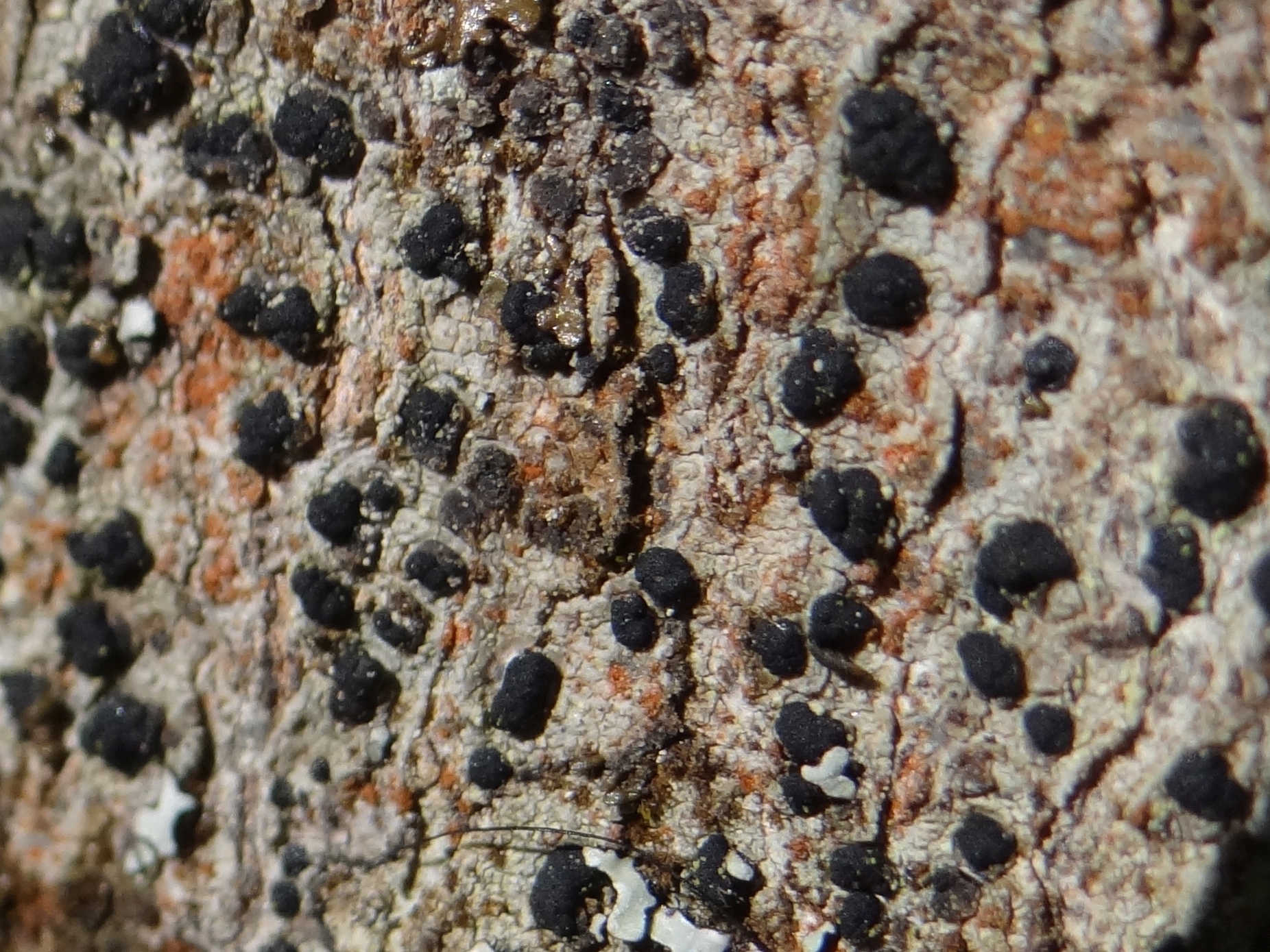

Brudziec kropkowaty, brunatka kropkowata (Amandinea punctata (Hoffm.) Coppins & Scheid.) – gatunek grzybów należący do rodziny pałecznikowatych (Caliciaceae). Ze względu na współżycie z glonami zaliczany jest do grupy porostów.

## Systematyka i nazewnictwo
Pozycja w klasyfikacji według Index Fungorum: Amandinea, Caliciaceae, Caliciales, Lecanoromycetidae, Lecanoromycetes, Pezizomycotina, Ascomycota, Fungi.
Po raz pierwszy takson ten zdiagnozował Georg Franz Hoffmann nadając mu nazwę Lecidea punctata. Obecną, uznaną przez Index Fungorum nazwę nadali mu w 1993 r. Coppins i Scheid.
Synonimy nazwy naukowej:

- Amandinea myriocarpa (DC.) M. Choisy 1950
- Buellia myriocarpa (DC.) De Not. 1846
- Buellia parasema var. stigmatea (Schaer.) Flagey 1896
- Buellia praecavenda (Nyl. ex Cromb.) Arnold 1870
- Buellia punctata (Hoffm.) A. Massal. 1852
- Buellia stigmatea (Schaer.) Körb. 1855
- Karschia myriocarpa (DC.) Sacc. & Traverso 1910
- Karschia thallophila (Ohlert) Rehm 1890
- Lecidea myriocarpa (DC.) Röhl. 1813
- Lecidea praecavenda Nyl. ex Cromb. 1869
- Lecidea punctata Hoffm.
- Lecidella thallophila Ohlert 1870
- Lichen myriocarpus (DC.) Lam. 1813
- Patellaria myriocarpa DC. 1805[3].

Nazwy polskie według W. Fałtynowicza.

## Charakterystyka
Plecha proszkowata lub skorupiasta, cienka lub średniej grubości, o powierzchni gładkiej, pokrytej drobnymi brodawkami lub gruzełkami. Czasami jest trudno zauważalna i zanikająca. Ma barwę od jasnoszarej do ciemnoszarej, czasami z brunatnawym lub zielonawym odcieniem.
Owocniki występują zazwyczaj licznie, w rozproszeniu, lub w niedużych skupiskach. Są to okrągławe lecideowe apotecja o średnicy 0,2–0,6 mm. Mają płaskie lub wypukłe czarne tarczki i cienki, również trwały brzeżek własny (ekscypulum). Może on być trwały, lub zanikający. Hypotecjum jest brunatne, hymenium o grubości 60–70(100) μm również. Występują w nim proste, lub słabo rozgałęzione wstawki o nabrzmiałych wierzchołkach. Brunatne, czasami w środku nieco przewężone zarodniki mają rozmiar 9–20 × 5–10 μm. Są dwukomórkowe, w każdym worku powstaje ich po 8. Pyknidy bardzo rzadkie, kuliste.
Reakcje barwne; wszystkie negatywne. Kwasów porostowych nie wykryto.

## Występowanie i siedlisko
Gatunek kosmopolityczny, rozprzestrzeniony na całej kuli ziemskiej. Występuje na wszystkich kontynentach, łącznie z Antarktydą (tutaj obserwowano go na granitowej skale na Ziemi Królowej Maud). W Europie na północy występuje aż po archipelag Svalbard. W Polsce jest pospolity na całym obszarze.
Występuje na różnych podłożach: na korze drzew, przede wszystkim liściastych, rzadziej iglastych, na drewnie, szczątkach roślin, czasami także na skałach.
Swoje szerokie rozprzestrzenienie zawdzięcza dużej tolerancji na zanieczyszczenia powietrza.